# يودونيا ستيروبايا
يودونيا ستيروبايا (بالإنجليزية: Eudonia steropaea) هي نوع من العث يتبع فصيلة عثث العشب، وقد وصفها لأول مرة عالم الحشرات البريطاني إدوارد مايرك سنة 1884.

## التوزيع
هذا النوع مستوطن في نيوزيلندا، وقد تم تسجيل وجوده فقط ضمن أراضيها.

## الوصف
يبلغ طول باع الجناحين نحو 9–10 ميليمتر. الأجنحة الأمامية لونها رمادي قاتم وتحتوي على أنماط دقيقة من اللون الأبيض، مع بقعة أولى صغيرة على شكل دائرة وأخرى ثانية على شكل شُرَيفة (reniform). أما الأجنحة الخلفية فلونها رمادي فاتح وتكون أغمق على الحواف.

## فترة النشاط
تظهر هذه العثة البالغة خلال شهر يناير، وهو ما يتوافق مع منتصف الصيف في نصف الكرة الجنوبي.